# Copa Federació 2018 − Grup Mundial
La Copa Federació 2018, coneguda oficialment com a Fed Cup by BNP Paribas 2018, correspon a la 56a edició de la Copa Federació de tennis, la competició nacional de tennis més important en categoria femenina. El Grup Mundial és el nivell més alt d'aquest competició i els equips participants es disputen el títol.

## Equips
| Equips participants | Equips participants | Equips participants | Equips participants |
| ------------------- | ------------------- | ------------------- | ------------------- |
| Alemanya            | Bèlgica             | Belarús (1)         | Estats Units (2)    |
| França (4)          | Països Baixos       | Suïssa              | Txèquia (3)         |

## Quadre
|  | Primera ronda 10 - 11 de febrer          | Primera ronda 10 - 11 de febrer                 | Primera ronda 10 - 11 de febrer |                                             |               | Semifinals 21 - 22 d'abril | Semifinals 21 - 22 d'abril             | Semifinals 21 - 22 d'abril |   |  | Final 10 - 11 de novembre | Final 10 - 11 de novembre | Final 10 - 11 de novembre |
|  |                                          |                                                 |                                 |                                             |               |                            |                                        |                            |   |  |                           |                           |                           |
|  | Minsk, Belarús (dura interior)           |                                                 |                                 |                                             |               |                            |                                        |                            |   |  |                           |                           |                           |
|  | 1                                        | Belarús                                         | 2                               |                                             |               |                            |                                        |                            |   |  |                           |                           |                           |
|  | 1                                        | Belarús                                         | 2                               | Stuttgart, Alemanya (terra batuda interior) |               |                            |                                        |                            |   |  |                           |                           |                           |
|  |                                          | Alemanya                                        | 3                               |                                             |               |                            |                                        |                            |   |  |                           |                           |                           |
|  |                                          | Alemanya                                        | 3                               |                                             | Alemanya      | 1                          |                                        |                            |   |  |                           |                           |                           |
|  | Praga, República Txeca (dura interior)   |                                                 |                                 |                                             | Alemanya      | 1                          |                                        |                            |   |  |                           |                           |                           |
|  |                                          | 3                                               | Txèquia                         | 4                                           |               |                            |                                        |                            |   |  |                           |                           |                           |
|  | 3                                        | 3                                               | Txèquia                         | 4                                           | Txèquia       | 3                          |                                        |                            |   |  |                           |                           |                           |
|  | 3                                        |                                                 |                                 |                                             | Txèquia       | 3                          | Praga, República Txeca (dura interior) |                            |   |  |                           |                           |                           |
|  |                                          | Suïssa                                          | 1                               |                                             |               |                            |                                        |                            |   |  |                           |                           |                           |
|  |                                          |                                                 |                                 |                                             |               |                            | 3                                      | Txèquia                    | 3 |  |                           |                           |                           |
|  | La Roche-sur-Yon, França (dura interior) |                                                 |                                 |                                             |               |                            | 3                                      | Txèquia                    | 3 |  |                           |                           |                           |
|  |                                          | 2                                               | Estats Units                    | 0                                           |               |                            |                                        |                            |   |  |                           |                           |                           |
|  |                                          | 2                                               | Estats Units                    | 0                                           | Bèlgica       | 2                          |                                        |                            |   |  |                           |                           |                           |
|  |                                          | Ais de Provença, França (terra batuda interior) |                                 |                                             | Bèlgica       | 2                          |                                        |                            |   |  |                           |                           |                           |
|  | 4                                        | França                                          | 3                               |                                             |               |                            |                                        |                            |   |  |                           |                           |                           |
|  | 4                                        | França                                          | 3                               |                                             | 4             | França                     | 2                                      |                            |   |  |                           |                           |                           |
|  | Asheville, Estats Units (dura interior)  |                                                 |                                 |                                             | 4             | França                     | 2                                      |                            |   |  |                           |                           |                           |
|  |                                          | 2                                               | Estats Units                    | 3                                           |               |                            |                                        |                            |   |  |                           |                           |                           |
|  |                                          | 2                                               | Estats Units                    | 3                                           | Països Baixos | 1                          |                                        |                            |   |  |                           |                           |                           |
|  |                                          |                                                 |                                 |                                             | Països Baixos | 1                          |                                        |                            |   |  |                           |                           |                           |
|  | 2                                        | Estats Units                                    | 3                               |                                             |               |                            |                                        |                            |   |  |                           |                           |                           |

## Primera ronda

### Belarús vs. Alemanya
| · Belarús · 2 | Chizhovka Arena, Minsk, Belarús 10 - 11 de febrer de 2018 Dura interior | Chizhovka Arena, Minsk, Belarús 10 - 11 de febrer de 2018 Dura interior | · Alemanya · 3 |     |     |  |
| \| \| [1] \| \| 1 \| 2 \| 3 \| \| \| - \| ------------------ \| ---------------------------------------------------------------------- \| ---- \| --- \| --- \| \| \| 1 \| Belarús · Alemanya \| Arina Sabalenka Tatjana Maria \| 4 6 \| 6 1 \| 6 2 \| \| \| 2 \| Belarús · Alemanya \| Aliaksandra Sasnovich Antonia Lottner \| 5 7 \| 4 6 \| \| \| \| 3 \| Belarús · Alemanya \| Vera Lapko Tatjana Maria \| 4 6 \| 7 5 \| 0 6 \| \| \| 4 \| Belarús · Alemanya \| Arina Sabalenka Antonia Lottner \| 6 3 \| 5 7 \| 6 2 \| \| \| 5 \| Belarús · Alemanya \| Lidziya Marozava / Arina Sabalenka Anna-Lena Grönefeld / Tatjana Maria \| 7 6⁵ \| 5 7 \| 4 6 \| \| |                                                                         |                                                                         |                |     |     |  |
| | [ 1 ]                                                                   |                                                                         | 1              | 2   | 3   |  |
| 1 | Belarús · Alemanya                                                      | Arina Sabalenka Tatjana Maria                                           | 4 6            | 6 1 | 6 2 |  |
| 2 | Belarús · Alemanya                                                      | Aliaksandra Sasnovich Antonia Lottner                                   | 5 7            | 4 6 |     |  |
| 3 | Belarús · Alemanya                                                      | Vera Lapko Tatjana Maria                                                | 4 6            | 7 5 | 0 6 |  |
| 4 | Belarús · Alemanya                                                      | Arina Sabalenka Antonia Lottner                                         | 6 3            | 5 7 | 6 2 |  |
| 5 | Belarús · Alemanya                                                      | Lidziya Marozava / Arina Sabalenka Anna-Lena Grönefeld / Tatjana Maria  | 7 6⁵           | 5 7 | 4 6 |  |

### República Txeca vs. Suïssa
| · República Txeca · 3 | O2 Arena, Praga, República Txeca 10 - 11 de febrer de 2018 Dura interior | O2 Arena, Praga, República Txeca 10 - 11 de febrer de 2018 Dura interior | · Suïssa · 1 |     |          |             |
| \| \| [2] \| \| 1 \| 2 \| 3 \| \| \| - \| ------------------------ \| ------------------------------------------------------------------------ \| --- \| --- \| -------- \| ----------- \| \| 1 \| República Txeca · Suïssa \| Petra Kvitová Viktorija Golubic \| 6 2 \| 1 6 \| 6 3 \| \| \| 2 \| República Txeca · Suïssa \| Barbora Strýcová Belinda Bencic \| 6 2 \| 6 4 \| \| \| \| 3 \| República Txeca · Suïssa \| Petra Kvitová Belinda Bencic \| 6 2 \| 6 4 \| \| \| \| 4 \| República Txeca · Suïssa \| Barbora Strýcová Viktorija Golubic \| \| \| \| no disputat \| \| 5 \| República Txeca · Suïssa \| Lucie Šafářová / Barbora Strýcová Timea Bacsinszky / Jil Belen Teichmann \| 6 1 \| 4 6 \| [8] [10] \| \| |                                                                          |                                                                          |              |     |          |             |
| | [ 2 ]                                                                    |                                                                          | 1            | 2   | 3        |             |
| 1 | República Txeca · Suïssa                                                 | Petra Kvitová Viktorija Golubic                                          | 6 2          | 1 6 | 6 3      |             |
| 2 | República Txeca · Suïssa                                                 | Barbora Strýcová Belinda Bencic                                          | 6 2          | 6 4 |          |             |
| 3 | República Txeca · Suïssa                                                 | Petra Kvitová Belinda Bencic                                             | 6 2          | 6 4 |          |             |
| 4 | República Txeca · Suïssa                                                 | Barbora Strýcová Viktorija Golubic                                       |              |     |          | no disputat |
| 5 | República Txeca · Suïssa                                                 | Lucie Šafářová / Barbora Strýcová Timea Bacsinszky / Jil Belen Teichmann | 6 1          | 4 6 | [8] [10] |             |

### França vs. Bèlgica
| · França · 3 | Vendéspace, La Roche-sur-Yon, França 10 - 11 de febrer de 2018 Dura interior | Vendéspace, La Roche-sur-Yon, França 10 - 11 de febrer de 2018 Dura interior | · Bèlgica · 2 |     |     |  |
| \| \| [3] \| \| 1 \| 2 \| 3 \| \| \| - \| ---------------- \| --------------------------------------------------------------------- \| --- \| --- \| --- \| \| \| 1 \| França · Bèlgica \| Pauline Parmentier Elise Mertens \| 2 6 \| 1 6 \| \| \| \| 2 \| França · Bèlgica \| Kristina Mladenovic Kirsten Flipkens \| 6 2 \| 6 4 \| \| \| \| 3 \| França · Bèlgica \| Kristina Mladenovic Elise Mertens \| 6 4 \| 6 4 \| \| \| \| 4 \| França · Bèlgica \| Pauline Parmentier Alison van Uytvanck \| 1 6 \| 3 6 \| \| \| \| 5 \| França · Bèlgica \| Amandine Hesse / Kristina Mladenovic Kirsten Flipkens / Elise Mertens \| 6 4 \| 2 6 \| 6 2 \| \| |                                                                              |                                                                              |               |     |     |  |
| | [ 3 ]                                                                        |                                                                              | 1             | 2   | 3   |  |
| 1 | França · Bèlgica                                                             | Pauline Parmentier Elise Mertens                                             | 2 6           | 1 6 |     |  |
| 2 | França · Bèlgica                                                             | Kristina Mladenovic Kirsten Flipkens                                         | 6 2           | 6 4 |     |  |
| 3 | França · Bèlgica                                                             | Kristina Mladenovic Elise Mertens                                            | 6 4           | 6 4 |     |  |
| 4 | França · Bèlgica                                                             | Pauline Parmentier Alison van Uytvanck                                       | 1 6           | 3 6 |     |  |
| 5 | França · Bèlgica                                                             | Amandine Hesse / Kristina Mladenovic Kirsten Flipkens / Elise Mertens        | 6 4           | 2 6 | 6 2 |  |

### Estats Units vs. Països Baixos
| · Estats Units · 3 | US Cellular Arena, Asheville, Estats Units 10 - 11 de febrer de 2018 Dura interior | US Cellular Arena, Asheville, Estats Units 10 - 11 de febrer de 2018 Dura interior | · Països Baixos · 1 |      |     |             |
| \| \| [4] \| \| 1 \| 2 \| 3 \| \| \| - \| ---------------------------- \| --------------------------------------------------------------- \| --- \| ---- \| --- \| ----------- \| \| 1 \| Estats Units · Països Baixos \| Venus Williams Arantxa Rus \| 6 1 \| 6 4 \| \| \| \| 2 \| Estats Units · Països Baixos \| CoCo Vandeweghe Richel Hogenkamp \| 4 6 \| 7 6⁶ \| 6 3 \| \| \| 3 \| Estats Units · Països Baixos \| Venus Williams Richel Hogenkamp \| 7 5 \| 6 1 \| \| \| \| 4 \| Estats Units · Països Baixos \| CoCo Vandeweghe Arantxa Rus \| \| \| \| no disputat \| \| 5 \| Estats Units · Països Baixos \| Venus Williams / Serena Williams Lesley Kerkhove / Demi Schuurs \| 2 6 \| 3 6 \| \| \| |                                                                                    |                                                                                    |                     |      |     |             |
| | [ 4 ]                                                                              |                                                                                    | 1                   | 2    | 3   |             |
| 1 | Estats Units · Països Baixos                                                       | Venus Williams Arantxa Rus                                                         | 6 1                 | 6 4  |     |             |
| 2 | Estats Units · Països Baixos                                                       | CoCo Vandeweghe Richel Hogenkamp                                                   | 4 6                 | 7 6⁶ | 6 3 |             |
| 3 | Estats Units · Països Baixos                                                       | Venus Williams Richel Hogenkamp                                                    | 7 5                 | 6 1  |     |             |
| 4 | Estats Units · Països Baixos                                                       | CoCo Vandeweghe Arantxa Rus                                                        |                     |      |     | no disputat |
| 5 | Estats Units · Països Baixos                                                       | Venus Williams / Serena Williams Lesley Kerkhove / Demi Schuurs                    | 2 6                 | 3 6  |     |             |

## Semifinals

### Alemanya vs. República Txeca
| · Alemanya · 1 | Porsche Arena, Stuttgart, Alemanya 21 - 22 d'abril de 2018 Terra batuda interior | Porsche Arena, Stuttgart, Alemanya 21 - 22 d'abril de 2018 Terra batuda interior | · República Txeca · 4 |     |   |          |
| \| \| [5] \| \| 1 \| 2 \| 3 \| \| \| - \| -------------------------- \| ------------------------------------------------------------------------ \| --- \| --- \| - \| -------- \| \| 1 \| Alemanya · República Txeca \| Julia Görges Petra Kvitová \| 3 6 \| 2 6 \| \| \| \| 2 \| Alemanya · República Txeca \| Angelique Kerber Karolína Plísková \| 5 7 \| 3 6 \| \| \| \| 3 \| Alemanya · República Txeca \| Julia Görges Karolína Plísková \| 6 4 \| 6 2 \| \| \| \| 4 \| Alemanya · República Txeca \| Angelique Kerber Petra Kvitová \| 2 6 \| 2 6 \| \| \| \| 5 \| Alemanya · República Txeca \| Julia Görges / Anna-Lena Grönefeld Katerina Siniakova / Barbora Strýcová \| 5 7 \| \| \| retirada \| |                                                                                  |                                                                                  |                       |     |   |          |
| | [ 5 ]                                                                            |                                                                                  | 1                     | 2   | 3 |          |
| 1 | Alemanya · República Txeca                                                       | Julia Görges Petra Kvitová                                                       | 3 6                   | 2 6 |   |          |
| 2 | Alemanya · República Txeca                                                       | Angelique Kerber Karolína Plísková                                               | 5 7                   | 3 6 |   |          |
| 3 | Alemanya · República Txeca                                                       | Julia Görges Karolína Plísková                                                   | 6 4                   | 6 2 |   |          |
| 4 | Alemanya · República Txeca                                                       | Angelique Kerber Petra Kvitová                                                   | 2 6                   | 2 6 |   |          |
| 5 | Alemanya · República Txeca                                                       | Julia Görges / Anna-Lena Grönefeld Katerina Siniakova / Barbora Strýcová         | 5 7                   |     |   | retirada |

### França vs. Estats Units
| · França · 2 | Arena Du Pays D'Aix, Ais de Provença, França 21 - 22 d'abril de 2018 Terra batuda interior | Arena Du Pays D'Aix, Ais de Provença, França 21 - 22 d'abril de 2018 Terra batuda interior | · Estats Units · 3 |     |          |  |
| \| \| [6] \| \| 1 \| 2 \| 3 \| \| \| - \| --------------------- \| ---------------------------------------------------------------------------- \| ---- \| --- \| -------- \| \| \| 1 \| França · Estats Units \| Pauline Parmentier Sloane Stephens \| 63 7 \| 5 7 \| \| \| \| 2 \| França · Estats Units \| Kristina Mladenovic Coco Vandeweghe \| 1 6 \| 6 3 \| 6 2 \| \| \| 3 \| França · Estats Units \| Kristina Mladenovic Sloane Stephens \| 2 6 \| 0 6 \| \| \| \| 4 \| França · Estats Units \| Pauline Parmentier Madison Keys \| 64 7 \| 4 6 \| \| \| \| 5 \| França · Estats Units \| Amandine Hesse / Kristina Mladenovic Bethanie Mattek-Sands / Coco Vandeweghe \| 6 4 \| 3 6 \| [10] [6] \| \| |                                                                                            |                                                                                            |                    |     |          |  |
| | [ 6 ]                                                                                      |                                                                                            | 1                  | 2   | 3        |  |
| 1 | França · Estats Units                                                                      | Pauline Parmentier Sloane Stephens                                                         | 63 7               | 5 7 |          |  |
| 2 | França · Estats Units                                                                      | Kristina Mladenovic Coco Vandeweghe                                                        | 1 6                | 6 3 | 6 2      |  |
| 3 | França · Estats Units                                                                      | Kristina Mladenovic Sloane Stephens                                                        | 2 6                | 0 6 |          |  |
| 4 | França · Estats Units                                                                      | Pauline Parmentier Madison Keys                                                            | 64 7               | 4 6 |          |  |
| 5 | França · Estats Units                                                                      | Amandine Hesse / Kristina Mladenovic Bethanie Mattek-Sands / Coco Vandeweghe               | 6 4                | 3 6 | [10] [6] |  |

## Final
| · República Txeca · 3 | O2 Arena, Praga, República Txeca 10 - 11 de novembre de 2018 Dura interior | O2 Arena, Praga, República Txeca 10 - 11 de novembre de 2018 Dura interior | · Estats Units · 0 |      |     |             |
| \| \| [7] \| \| 1 \| 2 \| 3 \| \| \| - \| ------------------------------ \| -------------------------------------------------------------------------- \| ---- \| ---- \| --- \| ----------- \| \| 1 \| República Txeca · Estats Units \| Barbora Strýcová Sofia Kenin \| 6⁵ 7 \| 6 1 \| 6 4 \| \| \| 2 \| República Txeca · Estats Units \| Katerina Siniakova Alison Riske \| 6 3 \| 7 6² \| \| \| \| 3 \| República Txeca · Estats Units \| Katerina Siniakova Sofia Kenin \| 7 5 \| 5 7 \| 7 5 \| \| \| 4 \| República Txeca · Estats Units \| Barbora Strýcová Alison Riske \| \| \| \| no disputat \| \| 5 \| República Txeca · Estats Units \| Barbora Krejcikova / Katerina Siniakova Danielle Collins / Nicole Melichar \| \| \| \| no disputat \| |                                                                            |                                                                            |                    |      |     |             |
| | [ 7 ]                                                                      |                                                                            | 1                  | 2    | 3   |             |
| 1 | República Txeca · Estats Units                                             | Barbora Strýcová Sofia Kenin                                               | 6⁵ 7               | 6 1  | 6 4 |             |
| 2 | República Txeca · Estats Units                                             | Katerina Siniakova Alison Riske                                            | 6 3                | 7 6² |     |             |
| 3 | República Txeca · Estats Units                                             | Katerina Siniakova Sofia Kenin                                             | 7 5                | 5 7  | 7 5 |             |
| 4 | República Txeca · Estats Units                                             | Barbora Strýcová Alison Riske                                              |                    |      |     | no disputat |
| 5 | República Txeca · Estats Units                                             | Barbora Krejcikova / Katerina Siniakova Danielle Collins / Nicole Melichar |                    |      |     | no disputat |